# Ceratina dallatorreana
Ceratina dallatorreana är en biart som beskrevs av Heinrich Friese 1896. Ceratina dallatorreana ingår i släktet märgbin, och familjen långtungebin. Inga underarter finns listade.

## Beskrivning
Ett litet bi med hjärtformat huvud och naken, metalliskt grön till gulgrön kropp med en längd omkring 4,5 mm. Den nordamerikanska populationen är mera grågrön, ibland med vita tecken.

## Ekologi
Den europeiska populationen har både honor och hanar; i den nordamerikanska populationen däremot, finns nästan enbart honor, och arten förökar sig där till allra största delen med partenogenes (jungfrufödsel). Detta är inte ovanligt bland steklar, men normalt ger ett obefruktat ägg upphov till manlig avkomma. Hos denna art kan emellertid även honor uppstå partenogenetiskt. Bland bin är detta förhållande nästan unikt; förutom hos denna art förekommer det endast hos en sydafrikansk underart av honungsbiet, Apis mellifera capensis. Som alla märgbin bygger honorna sina larvbon i den exponerade märgen hos avbrutna växtstänglar. Hos denna art producerar honan ett vattenavstötande sekret, som hon klär boväggarna med. 
Födan hämtas från örter, inte minst Centaurea solstitialis, en nordamerikansk klintart.

## Utbredning
Artens ursprungliga utbredningsområde utgörs av medelhavsregionen; 1949 infördes emellertid några individer till Sacramentodalen i Kalifornien (troligtvis oavsiktligt), och biet har sedan spritt sig söderut i delstaten.